# Rivière du Moulin (Saguenay)
Pour les articles homonymes, voir Moulin (homonymie) et Rivière du Moulin.
La rivière du Moulin, également appelée rivière Langevin, est un affluent de la rivière Saguenay. Son embouchure se situe dans le quartier Rivière-du-Moulin, dans l'est de l'arrondissement Chicoutimi, à Saguenay. La rivière est connue pour son parc urbain, le parc de la Rivière-du-Moulin, situé sur ses rives près de son embouchure.
La partie supérieure de la vallée de la rivière du Moulin est desservie par la route forestière R0287 et par une route secondaire descendant une partie de la vallée. Cette partie supérieure est aussi desservie indirectement par la route 175 qui passe du côté ouest. Quelques autres routes forestières secondaires desservent la vallée de la rivière du Moulin, surtout pour les besoins la foresterie et des activités récréotouristiques.
Outre la zone urbaine et industrielle en traversant le secteur Chicoutimi de la ville de Saguenay, la foresterie constitue la principale activité économique de cette vallée, suivie des activités récréotouristiques.
La surface de la rivière du Moulin est habituellement gelée du début de décembre à la fin de mars, mais la circulation sécuritaire sur la glace se fait généralement de la mi-décembre à la mi-mars, sauf en zone de rapides.

## Toponymie
La rivière du Moulin prend son nom du moulin à scie construit par Peter McLeod père vers 1810 sur la rivière alors qu’il était à l’emploi de la Compagnie du Nord-Ouest. Ce nom est mentionné pour la première fois en 1827. L’appellation « Langevin » quant à elle provient de la famille Langevin qui possédait anciennement un moulin à farine près de son embouchure. Les Montagnais utilisaient l’appellation Papawitish pour désigner la rivière. Du rapport de Le Gardeur de Tilly en 1725 jusqu’en 1825, une demi-douzaine d’explorateurs utiliseront cette dénomination. Papawitish signifierait « castor âgé d’environ 2 à 3 ans » en innu-aimun.
Le toponyme « rivière du Moulin » a été officialisé le 5 décembre 1968 à la Banque des noms de lieux de la Commission de toponymie du Québec.

## Géographie

### Cours
La rivière du Moulin commence son cours à 907 m d'altitude dans le massif des Laurentides. Elle prend source dans le lac du Moulin (longueur : 1,8 km) dans la réserve faunique des Laurentides. Ce lac est surtout alimenté par la décharge (venant du sud-est) du lac Andrevos et par un ruisseau venant de l'est. Ce lac est situé à :
- 4,1 km au sud-est du lac de l'Enfer ;
- 6,5 km au sud-ouest du cours de la rivière à Mars Nord-Ouest ;
- 10,1 km au nord-est de la route 175 ;
- 12,9 km au nord-est du cours de la rivière Pikauba ;
- 54,8 km au sud-est de la confluence de la rivière du Moulin et de la rivière Saguenay[3].

À partir du lac du Moulin, la rivière du Moulin coule principalement en direction nord sur une longueur de 82,2 km jusqu'à Saguenay, pour finalement se jeter dans la rivière Saguenay.
Cours supérieur de la rivière du Moulin (segment de 29,5 km)
- 4,9 km vers le nord-ouest en recueillant la décharge (venant du sud) des lacs Calliope, Strachan et Riant, ainsi que la décharge (venant de l'ouest) de l'étang Dolo, en formant une courbe vers le sud-ouest en contournant une montagne dont le sommet atteint 895 m, jusqu'à la décharge (venant de l'est) des lacs Guérin et Bellefeuille ;
- 7,0 km vers le nord-est en recueillant la décharge (venant du sud-ouest) du lac Ogy, jusqu'à la décharge (venant de l'est) de deux lacs ;
- 3,8 km vers le nord en formant une courbe vers l'ouest pour contourner une montagne, jusqu'à un ruisseau (venant de l'est) ;
- 7,7 km vers le nord-ouest dans une vallée encaissée en longeant la route forestière R0215 jusqu'à un ruisseau (venant de l'ouest) puis vers le nord-est jusqu'à un autre ruisseau (venant du nord-ouest) ;
- 3,4 km vers le nord-est puis bifurquant vers l'est pour contourner une montagne dont le sommet atteint 481 m,
- 2,7 km vers le nord-est en formant une boucle vers le sud-est, jusqu'au bras Sec (venant du nord-ouest) ;

Cours intermédiaire de la rivière du Moulin (segment de 25,5 km)
- 1,0 km vers le nord en serpentant jusqu'à la décharge (venant du sud-est) du lac Coupau ;
- 8,6 km vers le nord-ouest en passant devant le hameau Secteur-Charlevoix, jusqu’à la décharge (venant du sud-ouest) des lacs Lanz, Rond et des Éclats ;
- 5,5 km vers le nord-ouest en formant une courbe vers le sud-ouest en milieu de segment pour contourner une montagne, jusqu’au bras de Jacob (venant de l'ouest) ;
- 6,5 km vers le nord-est en formant une courbe vers l’ouest en début de segment, en longeant en partie le chemin des Quatre-Milles, jusqu’à un coude de rivière correspondant à la pointe d’une île ;
- 3,9 km vers l’ouest en contournant une île de 0,5 km, en traversant une zone de marais, en contournant quelques petites îles, en recueillant la décharge (venant du nord-est) du Lac de la Chaîne et en courbant vers le nord-ouest en fin de segment, jusqu’à un coude de rivière, correspondant à la décharge du lac de la Dalle ;

Cours inférieur de la rivière du Moulin (segment de 27,2 km)
- 2,9 km d’abord vers l’est jusqu’à un coude où le courant passe sous le pont ferroviaire, puis vers le nord-est en recueillant la décharge du lac Saint-Gelais, en longeant le chemin de la Chaîne et en serpentant jusqu’au pont de la rue Gauthier, au village de Laterrière ;
- 3,8 km vers le nord en traversant quelques rapides, en recueillant la décharge (venant du sud-est) du Lac des Pères, en recueillant un ruisseau (venant du sud-est) et en longeant la rue Notre-Dame (continuité du chemin de l’Église (Laterrière)) jusqu’au pont du chemin Saint-Isidore (Laterrière) ;
- 8,6 km vers le nord en recueillant la décharge du lac des Prés, en longeant le chemin de l’Église (Laterrière) et en serpentant jusqu’au pont de la route 170 ;
- 3,0 km vers le nord en longeant le chemin du rang Sainte-Famille, en passant sous les deux ponts de l’autoroute 70 et en traversant les chutes à Martel en fin de segment, jusqu’à un pont routier ;
- 6,4 km vers le nord-ouest en zone agricole, en passant sous le pont ferroviaire, puis en serpentant en passant dans le Parc de la Rivière-du-Moulin du côté est du centre-ville de Chicoutimi, jusqu’au pont routier du boulevard de l’Université Est ;
- 2,5 km vers le nord en zone urbaine en traversant la chute Langevin et en passant sous le pont du boulevard du Saguenay Est en fin de segment, jusqu’à son embouchure[3].

La rivière du Moulin se déverse sur la rive sud-est de la rivière Saguenay dans le quartier "Rivière-du-Moulin" au nord-est du centre-ville de Saguenay. Cette confluence est située à 2,7 km en aval du pont Dubuc qui enjambe la rivière Saguenay à la hauteur du centre-ville de Saguenay, à 0,55 km face à la rive nord-ouest de la rivière Saguenay et à 5,0 km en amont du pont de la route 172 à l'embouchure de la rivière Valin sur la rive nord de la rivière Saguenay.
À partir de l’embouchure de la rivière du Moulin, le courant suit le cours de la rivière Saguenay sur 126,1 km vers l’est jusqu’à Tadoussac où il conflue avec l’estuaire du Saint-Laurent.

### Hydrologie
Le bassin versant de la rivière du Moulin a une superficie de 373 km2. En tout, il compte 835 cours d’eau permanents, 1 398 intermittents, 257 lacs, 2 réservoirs et 378 milieux humides.
Les principaux affluents de la rivière sont les cours d’eau Croft, Fortin-Gobeil, Pedneault-Maltais, Romuald-Simard, de la Savane, Tremblay-Saint-Gelais, le ruisseau Maltais et le ruisseau des Pères ainsi que les bras Jacob, Jacob Ouest et Sec. Les deux lacs les plus importants sont le lac du Moulin et le Grand Lac.

### Géologie
La rivière du Moulin traverse deux régions géomorphologiques ; le massif des Laurentides et les basses terres du Saguenay à partir Laterrière et en aval.

## Galerie photographique

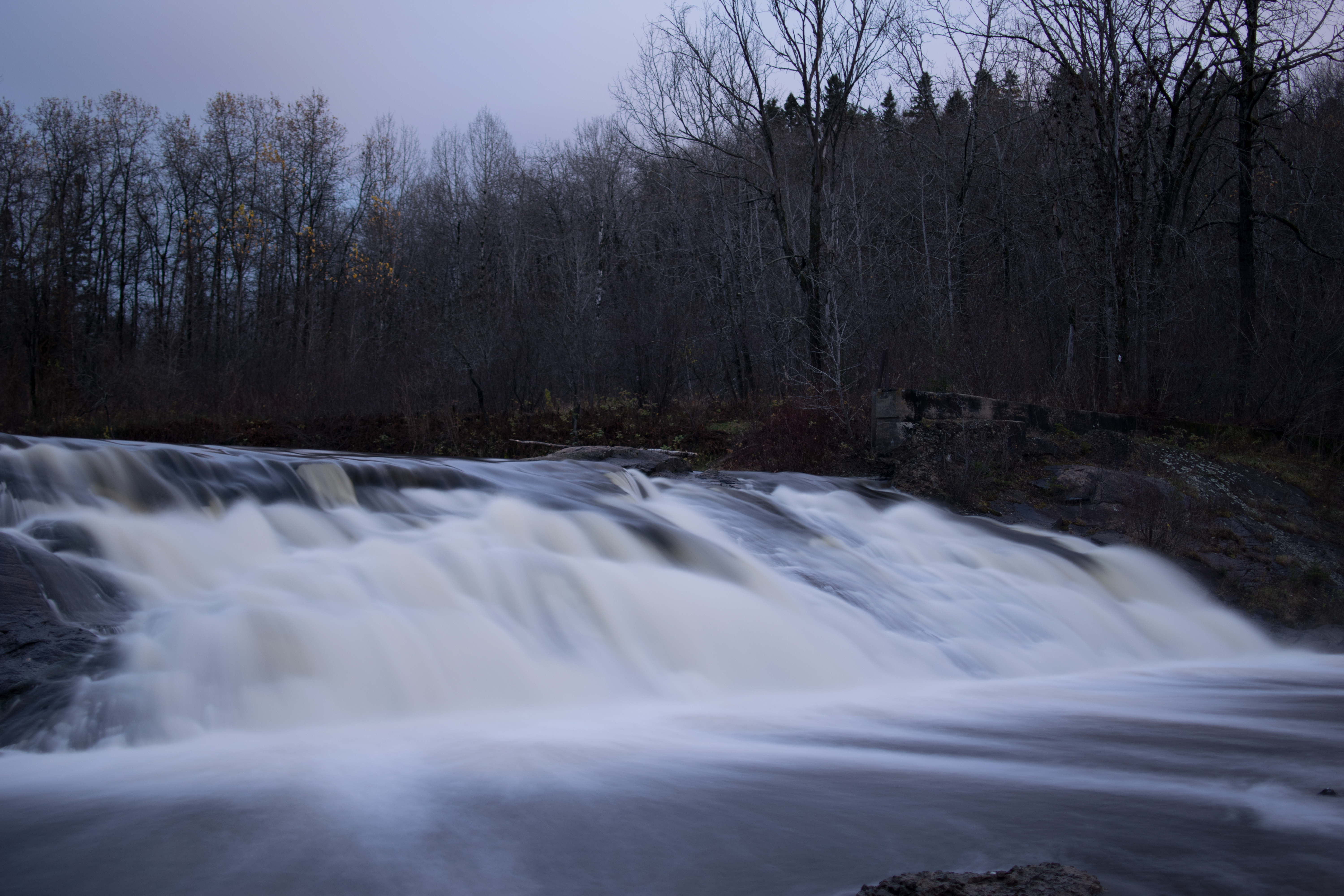
Rivière-du-Moulin, près de Chicoutimi
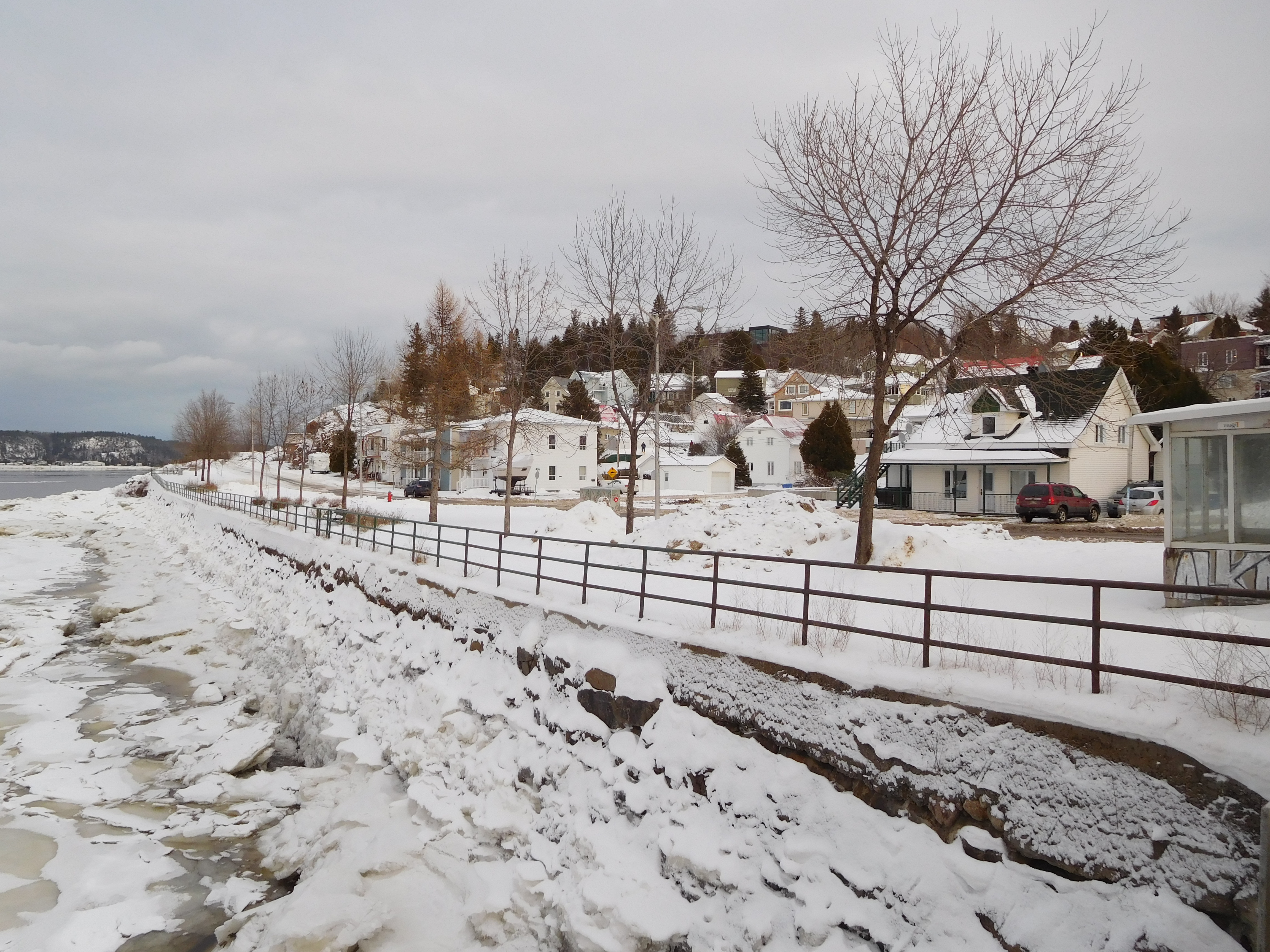
Vue du boulevard du Saguenay, à Chicoutimi
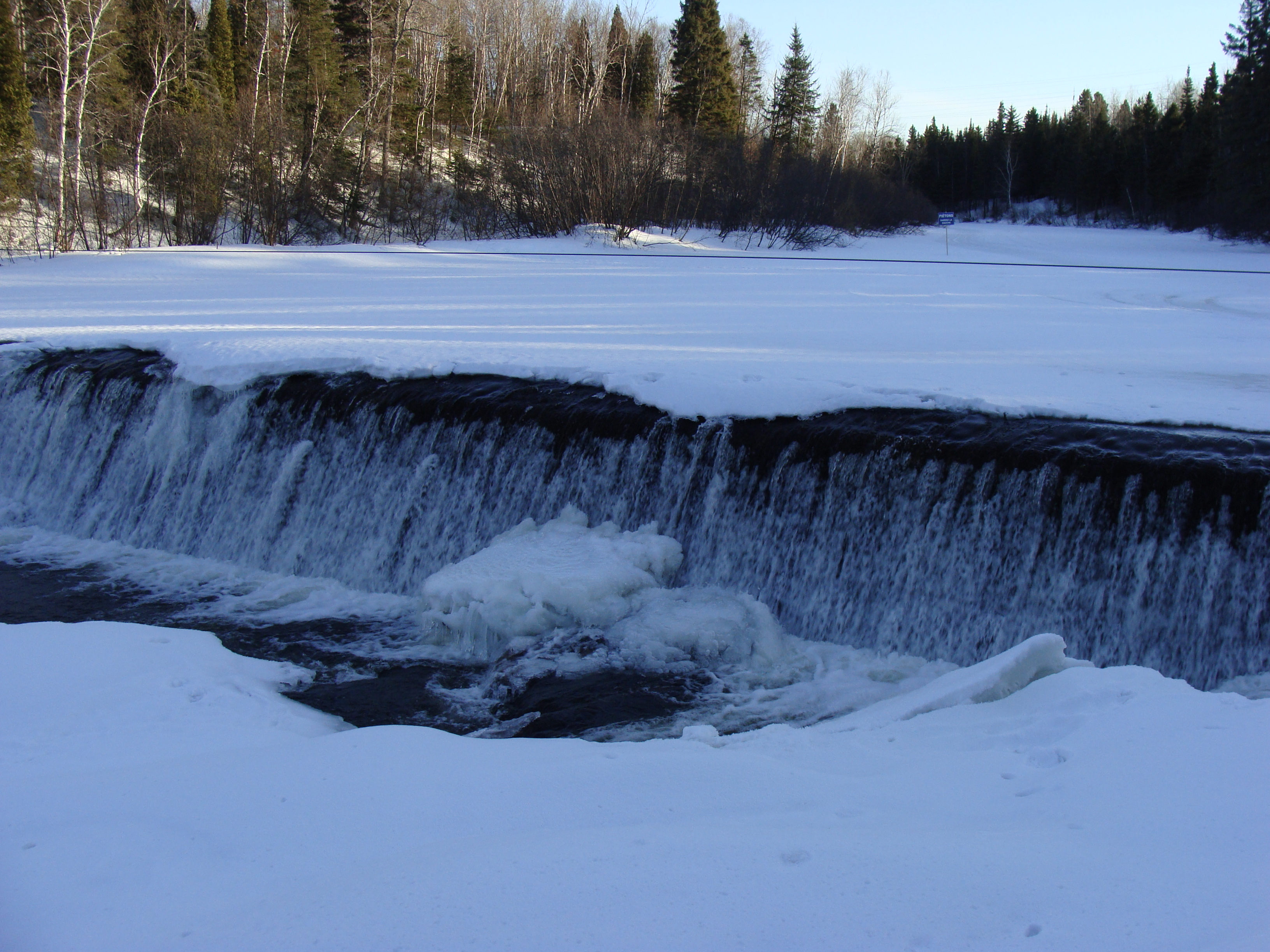
Vue du Parc de la rivière-du-Moulin, à Chicoutimi
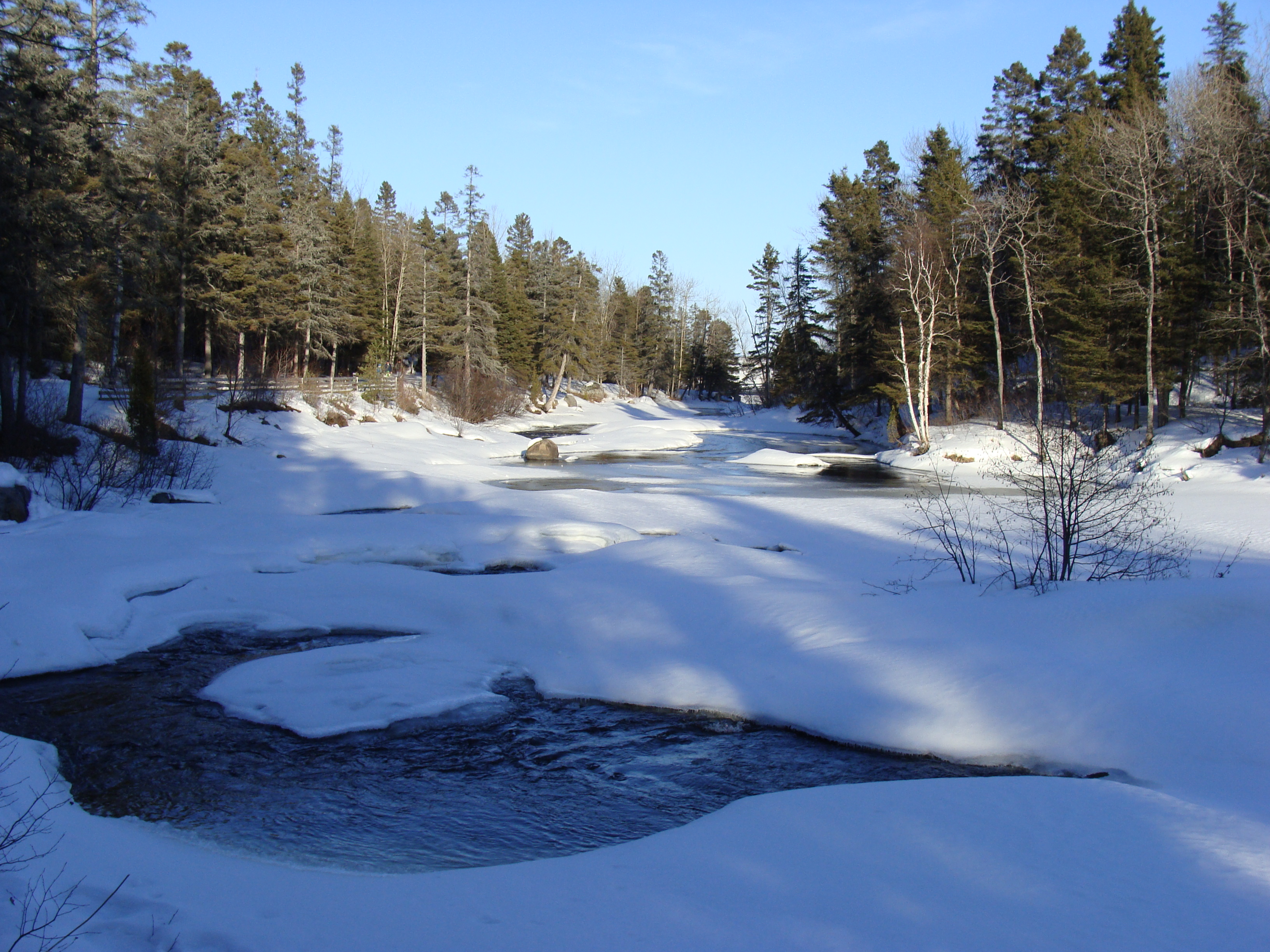
Vue du Parc de la rivière-du-Moulin, à Chicoutimi
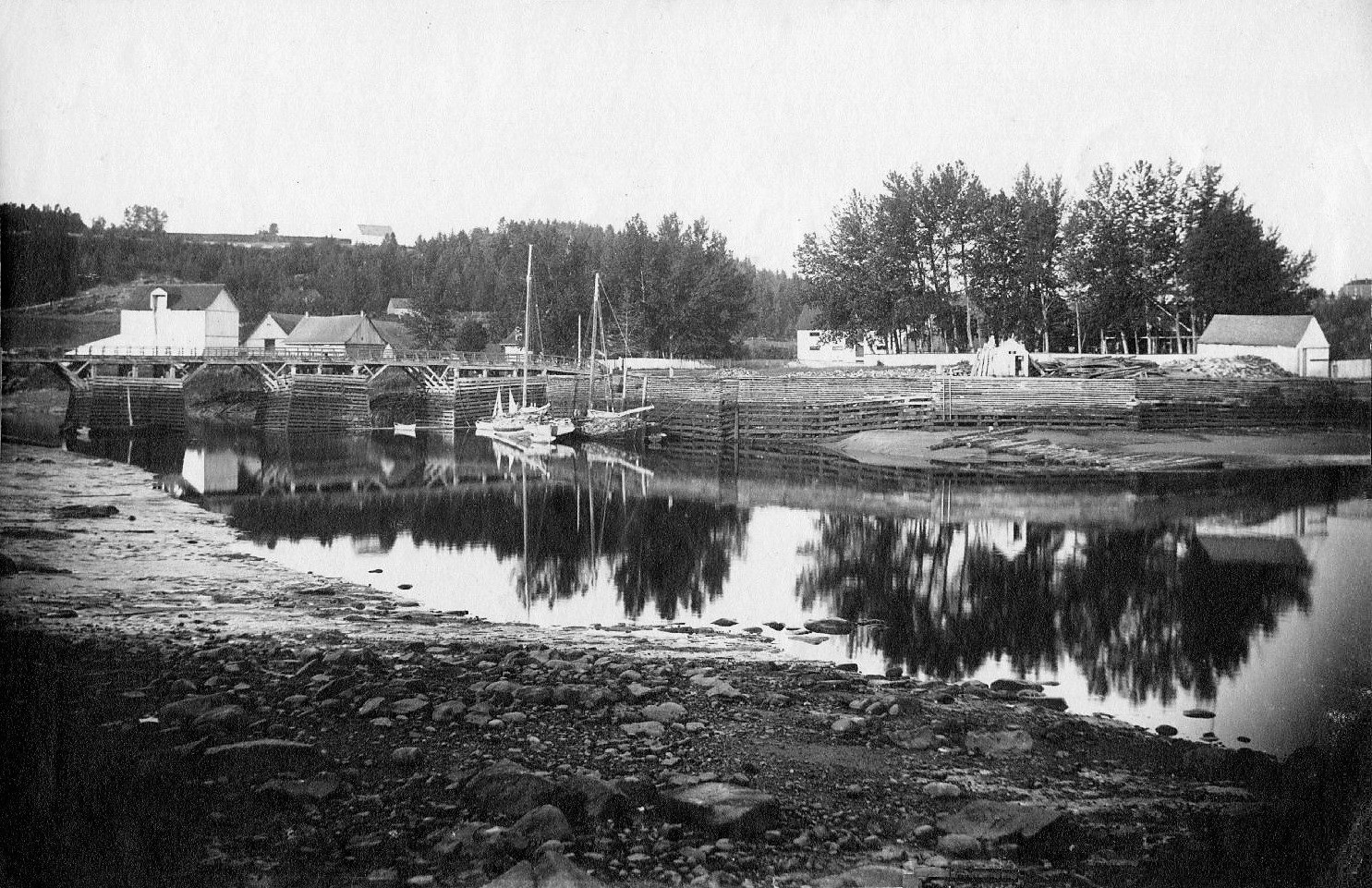
Résidence Price, entre 1895 et 1921

### Population
On estime qu'il y avait environ entre 10 000 et 15 000 personnes qui vivaient dans le bassin de la rivière du Moulin en 2001. Tous les riverains sont des résidents de la ville de Saguenay. La densité de population est de 22 hab./km2 dans le secteur Laterrière et 384,4 hab./km2 à Chicoutimi.